# American Scientist
American Scientist (niet te verwarren met het veel bekendere Scientific American) is een populairwetenschappelijk tijdschrift dat wordt uitgegeven door Sigma Xi. De naam wordt in literatuurverwijzingen meestal afgekort tot Am. Sci. Het verschijnt tweemaandelijks en publiceert in elk nummer twee tot vijf overzichtsartikelen (feature articles) die worden geschreven door bekende wetenschappers en geredigeerd door professionele redacteuren.